# Agapostemon femoratus
Agapostemon femoratus är en biart som beskrevs av Crawford 1901. Agapostemon femoratus ingår i släktet Agapostemon och familjen vägbin. Inga underarter finns listade i Catalogue of Life.